# Amara apricaria
Amara apricaria es una especie de escarabajo del género Amara de la familia Carabidae.

## Descripción
Amara apricaria tiene 6,5 a 9,3 mm de largo y es oscuro, de color negro parduzco. El escarabajo tiene una apariencia oval. 

## Estilo de vida
Amara apricaria se encuentran en áreas abiertas con escasa vegetación, a menudo se encuentran en las zonas pobladas, en las parcelas alrededor de las casas y similares. 
Pertenece al grupo de los insectos con transformación completa , que sufre una metamorfosis durante el desarrollo. Las larvas son radicalmente diferentes de los adultos en el estilo de vida y el físico. Entre la etapa larval y la etapa adulta tiene una fase de crisálida, con un período de descanso, donde el cuerpo del escarabajo cambia interior y exteriormente.

## Distribución
Amara apricaria se encuentra en toda Europa, Asia y América del Norte.